# Hank Williams the Roy Orbison Way
Hank Williams the Roy Orbison Way es el decimocuarto álbum de estudio del músico estadounidense Roy Orbison, publicado por la compañía discográfica MGM Records en agosto de 1970. Es un álbum tributo con canciones del cantante y compositor de country Hank Williams, una de las principales influencias musicales de Orbison. El álbum fue grabado en solo tres sesiones de grabación a comienzos de 1969 y ninguna canción fue publicada como sencillo. 

## Lista de canciones
Todas las canciones compuestas por Hank Williams excepto donde se anota.
Cara A
1. "Kaw-Liga" (Williams, Fred Rose) - 3:01
2. "Hey Good Lookin'" - 2:43
3. "Jambalaya (On the Bayou)" - 2:13
4. "(Last Night) I Heard You Crying in Your Sleep" - 2:35
5. "You Win Again" - 2:43
6. "Your Cheatin' Heart" - 2:20

Cara B
1. "Cold, Cold Heart" - 2:43
2. "A Mansion On The Hill" (Williams, Rose) - 2:55
3. "I Can't Help It (If I'm Still in Love with You)" - 3:20
4. "There'll Be No Teardrops Tonight" - 3:03
5. "I'm So Lonesome I Could Cry" - 3:00